# Inga longipedunculata
Inga longipedunculata är en ärtväxtart som beskrevs av Adolpho Ducke. Inga longipedunculata ingår i släktet Inga och familjen ärtväxter. Inga underarter finns listade i Catalogue of Life.